# Four Brothers Rocks
Die Four Brothers Rocks (polnisch Skały Czterech Braci ‚Vier-Brüder-Felsen‘) sind vier Brandungspfeiler im Archipel der Südlichen Shetlandinseln. Sie liegen vor dem Three Sisters Point im westlichen Abschnitt der Einfahrt zur Sherratt Bay an der Südküste von King George Island.
Polnische Wissenschaftler benannten sie 1981.